# M jak miłość
M jak miłość („L wie Liebe“) ist eine polnische Telenovela, die erstmals am 4. November 2000 auf dem Programm TVP2 ausgestrahlt wurde. Die Dreharbeiten begannen im August 2000. Drehorte waren Piaseczno und Umgebung. Im Mai 2025 wurde die 1871. Folge gesendet. M jak miłość wird auch samstags und sonntags im Abendprogramm auf dem polnischen Auslandssender TVP Polonia gezeigt.
Im Jahr 2005 verkaufte TVP dem russischen Fernsehen die Rechte und am 14. März 2006 startete die russische Adaption mit dem Titel Любовь как любовь (Ljubow kak ljubow).

## Personen

### Darsteller
| weibliche Darsteller | weibliche Darsteller         | männliche Darsteller                                                                            | männliche Darsteller                                        |
| Name | Name im Film                 | Name                                                                                            | Name im Film                                                |
| --- | ---------------------------- | ----------------------------------------------------------------------------------------------- | ----------------------------------------------------------- |
| Teresa Lipowska | Barbara Mostowiak            | Witold Pyrkosz †                                                                                | Lucjan Mostowiak † bis ≈ 2017                               |
| Małgorzata Pieńkowska | Maria Rogowska               | Cezary Morawski                                                                                 | Krzysztof Zduński † bis ≈ 2006                              |
| Małgorzata Kożuchowska | Hanka Mostowiak † bis ≈ 2011 | Kacper Kuszewski                                                                                | Marek Mostowiak bis ≈ 2018                                  |
| Dominika Ostałowska | Marta Mostowiak              | Mariusz Sabiniewicz †                                                                           | Norbert Wojciechowski † bis ≈ 2007                          |
| Joanna Koroniewska-Dowbor bis ≈ 2013                                                                                            | Małgorzata Chodakowska       | Andrzej Młynarczyk                                                                              | Tomasz Chodakowski †                                        |
| Katarzyna Cichopek | Kinga Zduńska                | Marcin Mroczek                                                                                  | Piotr Zduński                                               |
| Weronika Rosati | Anna Waszkiewicz             | Rafał Mroczek                                                                                   | Paweł Zduński                                               |
| Anna Mucha | Magda Marszałek              | Krystian Domagała bis ≈ 2023 Rafał Kowalsko ab ≈ 2025                                           | Mateusz Mostowiak                                           |
| Agnieszka Fitkau-Perepeczko | Simone Müller                | Franciszek Przybylski bis ≈ 2007 Adrian Żuchewicz ab ≈ 2007 bis 2014 Jakub Józefowicz ab ≈ 2019 | Łukasz Mostowiak                                            |
| Joanna Sydor-Klepacka | Teresa Makowska              | Marcin Bosak                                                                                    | Kamil Gryc ≈ bis ≈ 2006 ab ≈ 2019                           |
| Justyna Armelik bis ≈ 2006 Julia Paćko ab ≈ 2007 bis 2013 Weronika Wachowska ab ≈ 2013 bis 2016 Gabriela Świerczyńska ab ≈ 2019 | Ania Wojciechowska           | Maciej Damięcki †                                                                               | Pfarrer in Grabina †                                        |
| Joanna Jeżewska | Magda Rudnik                 | Robert Gonera                                                                                   | Jacek Milecki                                               |
| Magdalena Górska | Ola ≈ Bekannte von Piotr     | Steffen Möller                                                                                  | Stefan Müller                                               |
| Anna Wendzikowska | Monika Ochman                | Maciej Kozłowski                                                                                | Waldemar Jaroszy †                                          |
| Monika Obara | Ela Müller                   | Jacek Poniedziałek                                                                              | Rafał Lubomski                                              |
| Ewelina Serafin | Kasia Kociołek               | Andrzej Precigs †                                                                               | Zbigniew Filarski †                                         |
| Hanna Mikuć | Krystyna Filarska-Marszałek  | Radosław Pazura                                                                                 | Peter Schmidt †                                             |
| Agnieszka Warchulska | Alicja Schmidt               | Jan Jankowski                                                                                   | Robert Zakrzewski                                           |
| Hanna Bieluszko | Renata Zakrzewska            | Ivan Komarenko                                                                                  | Sasza Maksymowicz                                           |
| Maja Hirsch | Izabela Marczak              | Marek Kalita                                                                                    | Janusz Kotowicz                                             |
| Ewa Wencel | Janina Nowicka               | Robert Moskwa                                                                                   | Artur Rogowski                                              |
| Dominika Chorosińska | Ewa Nowicka                  | Edward Linde-Lubaszenko                                                                         | Teodor Nowicki                                              |
| Anastazja Chorosińska | Ola Nowicka                  | Michał Chorosiński                                                                              | Leszek Skalski                                              |
| Izabela Małota | Justyna Zakrzewska           | Jerzy Próchnicki †                                                                              | Włodzimierz Kisiel †                                        |
| Marcjanna Lelek bis ≈ 2020 Dominika Suchecka ≈ ab 2023                                                                          | Natalka Zarzycka             | Jan Janga-Tomaszewski †                                                                         | Egon Rogala                                                 |
| Joanna Jędryka | Krystyna Cholakowa           | Janusz Zakrzeński                                                                               | Michał Dziduszko † bis ≈ 2006                               |
| Magdalena Wójcik | Karolina                     | Paweł Okraska                                                                                   | Michał Łagoda † bis ≈ 2004 ab ≈ 2007 bis 2014               |
| Marta Lipińska | Elżbieta Nowicka             | Oliwier Orlik                                                                                   | Antoś Zakrzewski                                            |
| Karolina Nolbrzak | Oliwia                       | Przemysław Cypryański                                                                           | Kuba Ziober                                                 |
| Barbara Kudrej-Szatan | Joanna Chodakowska           | Krystian Wieczorek                                                                              | Andrzej Budzyński                                           |
| Tamara Arciuch | Anna Gruszczyńska            | Jacek Kopczyński                                                                                | Adam Werner                                                 |
| Agnieszka Sienkiewicz | Kasia Mularczyk †            | Mikołaj Roznerski                                                                               | Marcin Chodakowski                                          |
| Joanna Osyda | Janka Buford                 | Mariusz Bonaszewski                                                                             | Krzysztof Jankowski                                         |
| Magdalena Walach | Agnieszka Olszewska          | Artur Barciś                                                                                    | Jerzy Kolęda                                                |
| Dominika Kluźniak | Ewa Mostowiak                | Maurycy Popiel                                                                                  | Aleksander Chodakowski                                      |
| Jolanta Fraszyńska | Zuza Marszałek               | Juliusz Krzysztof Warunek                                                                       | Adam Tarnowski                                              |
| Olga Frycz | Alicja Zduńska               | Zbigniew Waleryś                                                                                | Stefan Domański                                             |
| Teresa Łakomska | Teresa Drawicz               | Zbigniew Stryj                                                                                  | Robert Bilski                                               |
| Marta Szafirska | Paulina Lipska               | Mateusz Janicki                                                                                 | Wojciech Markowski                                          |
| Małgorzata Pieczyńska | Aleksandra Chodakowska       | Tomasz Włosok                                                                                   | Radek Małkowski                                             |
| Adriana Kalska | Izabela Chodakowska          | Andrzej Andrzejewski                                                                            | Michał Marszałek                                            |
| Jowita Budnik | Teresa Zarzycki              | Piotr Nerlewski                                                                                 | Franek Zarzycki                                             |
| Katarzyna Grabowska | Olga Górecka                 | Wojciech Wysocki                                                                                | Jerzy Górecki                                               |
| Olga Szomańska | Marzena Lisiecka †           | Tomasz Oświecimski                                                                              | Andrzej Lisiecki †                                          |
| Olga Kalicka | Justyna Górska               | Tomáš Korálik                                                                                   | Jan Morawski                                                |
| Julita "Jula" Fabiszewska | Paulina Suska                | Tomasz Ciachorowski                                                                             | Artur Skalski †                                             |
| Joanna Kuberska | Julia Kryszak                | Krzysztof Kwiatkowski                                                                           | Jakub Karski                                                |
| Ilona Janyst | Aneta Chodakowska            | Patryk Pietrzak                                                                                 | Kacper                                                      |
| Gabrysia Raczyńska | Basia Zduńska                | Jakub Jankiewicz                                                                                | Antek Szelfer                                               |
| Grażyna Strachota | Katarzyna Maj                | Marcel Sabat                                                                                    | Darek Maj                                                   |
| Maria Winiarska | Aleksandra Kaczkowska        | Krzysztof Tyniec                                                                                | Robert Żak                                                  |
| Ewa Kasprzyk | Weronika Sobańska            | Radosław Krzyżowski                                                                             | Kamil Łagoda-Starski †                                      |
| Maria Pawłowska | Anna Żakowska                | Paweł Deląg                                                                                     | Michał Ostrowski                                            |
| Karolina Sawka | Kalina Marczewska            | Aleksander Kaleta                                                                               | Maciej Kalicki vel Starski                                  |
| Agata Rzeszewska | Skalska                      | Roch Siemianowski                                                                               | Józef Skalski †                                             |
| Barbara Wypych | Sonia Krawczyk               | Filip Gurłacz                                                                                   | Robert Wroński †                                            |
| Joanna Jarmołowicz | Katia Tatirszwili            | Arkadiusz Smoleński                                                                             | Bartosz Lisiecki                                            |
| Monika Mielnicka | Liliana Mostowiak            | Stefan Friedman                                                                                 | Józef Modry                                                 |
| Anna Oberc | Sandra                       | Ali Bakhrutdnikov                                                                               | Igor                                                        |
| Katarzyna Kwiatkowska | Agata Rogowska               | Marcin Janos Krawczyk                                                                           | Maciej Jaros                                                |
| Dorota Chotecka-Pazura | Krystyna Banach              | January Budnow                                                                                  | Krzysztof Banach                                            |
| Agnieszka Judycka | Nina Malik                   | Sławomir Uniatowski                                                                             | Leszek Krajewski                                            |
| Małgorzata Bogdańska | Halina Kryszak               | Bogdan Kaluś                                                                                    | Kryszak                                                     |
| Aleksandra Chapko | Nadia Witecka                | Jakub Kucner                                                                                    | Rafał Stadnicki                                             |
| Jowita Chwałek | Ewa                          | Kuba Dyniewicz Jan Przanowski                                                                   | Mikołaj Bednarek                                            |
| Ewa Domańska | Elźbieta Olewicz             | Tomasz Dedek                                                                                    | Robert Kozielski bis 2001 Jarosław Olewicz ab 2019 bis 2024 |
| Ewelina Gnysińska | Daria Konecka †              | Grzegorz Wons                                                                                   | Robert Krajewski                                            |
| Katarzyna Mosek | Ola Łęcka                    | Marek Braun                                                                                     | Kordian Wolski                                              |
| Dominika Kachlik | Franciszka Zduńska           | Stanisław Dusza                                                                                 | Jasiek                                                      |
| Alicja Ostolska | Ala Wrońska                  | Jarosław Witasczyk                                                                              | Brzeski                                                     |
| Hanna Śleszyńska | Iwona Kryńska                | Dariusz Toczek                                                                                  | Leon                                                        |
| Paulina Lasota | Katarzyna Stawska            | Mikołaj Bartosiewicz                                                                            | Arkadiusz Karnowski                                         |
| Alżbeta Lenska | Patrycja Argasińska          | Karol Strasburger                                                                               | Jerzy Argasiński                                            |
| Małgorzata Lewińska | Olga Jaszewska               | Tomasz Lulek                                                                                    | Mariusz Jaszewski                                           |
| Małgorzata Sadowska | Anna Bosacka                 | Dariusz Kordek                                                                                  | Jan Bosacki                                                 |
| Ewelina Nudeń-Nowosielska | Weronika Stępień             | Bartłomiej Nowosielski                                                                          | Tadeusz Kiemlicz                                            |
| Teresa Dzielska | Ewa Grzymska                 | Wojciech Świeściak                                                                              | Adam Warecki                                                |
| Justyna Karłowska | Ola Majewska                 | Piotr Majerczyk                                                                                 | Jędrzej Gutowski                                            |
| Dominika Kryszczyńska | Luiza Bielska                | Wojciech Karalus                                                                                | Jan Wójcik                                                  |
| Monika Niemczyk | Renata Mróz                  | Arkadiusz Detmer                                                                                | Zbigniew Mróz                                               |
| Marta Chodorowska | Julia Malicka                | Zbigniew Suszyński                                                                              | Prof. Mariusz Nieśpielak                                    |
| Natalia Sikora | Marta Lewicka                | Konrad Marszałek                                                                                | Karol Lewicki                                               |
| Anna Kerth | Dr. Ewa Kalinowska           | Aleksander Szeląg                                                                               | Wojtek Kalinowski                                           |
| Katarzyna Kołeczek | Jagoda Kiemlicz              | Philipe Tłokiński                                                                               | Radek                                                       |
| Ewa Tucholska | Maja Łaniewska               | Paweł Prokopczuk                                                                                | Daniel Gorczykowski                                         |
| Magdalena Wieczorek | Justyna Stawska              | Michail Pszeniczny                                                                              | Dima Formenko                                               |
| Magdalena Turczeniewicz | Martyna Wysocka              | Paweł Parczewski                                                                                | Wojciech Majer                                              |
| Nadia Smyczek | Sara Hoffman                 | Mateusz Rusin                                                                                   | Dariusz Hoffman                                             |

### Filmstab

#### Regie
- Ryszard Zatorski
- Natalia Koryncka-Gruz
- Maciej Dejczer
- Piotr Wereśniak
- Waldemar Szarek
- Roland Rowiński
- Mariusz Malec
- Kinga Lewińska
- Jose Iglesias Vigil
- Sylwester Jakimow
- Eugeniusz Pankov

#### Drehbuch
- Ilona Łepkowska (ab 2000, Folge 1, bis 2007, Folge 502)[2]
- Alina Puchała, auch: Alina Niedźwiedzka (2000, ab Folge 7, bis 2021)[3]

#### Filmmusik
- Wojciech Gąssowski (Folgen 1–844), Titel: "M jak Miłość"
- Beata Kozidrak[4] (ab Folge 845–), Titel: "Nie pytaj o miłość"
- Julita "Jula" Fabiszewska, Titel: "M jak Miłość"

## Filmfiguren
- Barbara und Lucjan Mostowiak sind die Hauptfiguren des Filmes. Sie sind seit 40 Jahren verheiratet.
- Marek und Hanka Mostowiak, Sohn und Schwiegertochter. Sie haben den Sohn Mateusz und zwei adoptierte Töchter, Natalka und Ula.
- Krzysztof und Maria Zduńscy, Schwiegersohn und Tochter von Barbara und Zenon Łagoda, die aber von Lucjan erzogen wurde. Sie haben zwei Söhne, die Zwillinge (Piotr und Paweł). Krzysztof stirbt im Film nach einem Herzinfarkt. Piotr ist mit Kinga Zduńska verheiratet. Paweł war mit Teresa Makowska zusammen. Sie hat eine Tochter, Agnieszka, und einen gewalttätigen Mann, von dem sie sich getrennt hat. Danach war Paweł mit Magda zusammen. Aber als er erfuhr, dass sie Sasza Maksymowicz heiratete, um Geld für das Studium zu erhalten, und dass Sasza das polnische Bürgerrecht erhielt, trennten sie sich. Dann war er mit Sylwia zusammen, die ein Kind von ihm erwartete. Während der Schwangerschaft trennen sie sich, den Pawel hat eine Affäre mit Magda. Doch als Magda erfährt, dass Sylwia ein Kind von ihm erwartet, fährt sie in den Sudan.
- Marta Mostowiak und Norbert Wojciechowski, Tochter und ihr ehemaliger Ehemann. Sie haben den Sohn Łukasz und eine Tochter Ania. Ihr Mann Norbert ist verstorben.
- Małgorzata Mostowiak und Stefan Müller, Tochter und ihr Verlobter. Nach einer unglücklichen Ehe mit Michał Łagoda haben sich „Gosia“ und Stefan verliebt. Stefan kommt aus Deutschland und ist nach Polen umgezogen. Er hat einen Hund, der Bruder heißt. Doch sie trennten sich, nach einer Weile ist sie jetzt mit Tomek zusammen, der vor kurzem einen Unfall hatte.
- „Włodek“ Kisiel, oder auch Kisiel genannt, ist ein Schachkumpel von Lucjan. Sie spielten oft im ehemaligen Pub von Marek.
- Simone Müller ist die Mutter von Stefan.
- Ewa Nowicka ist die Tochter von Janina Nowicka. Ewa und Leszek Skalski haben eine Tochter, Ola. Zuerst dachte man, dass der Vater Krzystof Zduńki ist, aber Ewa erinnerte sich an Leszek und hat ihn per Zufall gefunden. Sie hat sich von ihm getrennt, weil er eine neue hatte und ein Kind mit ihr.
- Janusz Kotowicz ist ein Arzt.
- Renia Zakrzewska arbeitet zusammen mit Maria in der ehemaligen Praxis von Kotowicz, die jetzt Michał gehört. Sie hat mit ihrem Mann Robert eine Tochter, Justyna und einen Sohn, Antoś. Doch sie haben sich getrennt.
- Krystyna Cholakowa ist die Schwester von Janina und Tante von Ewa. Sie ist vor kurzem schwer erkrankt.
- Zbigniew und Krystyna Filarskcy sind die Eltern von Kinga und leben getrennt. Zbigniew ist Besitzer der Firma „Filar-Plast“.
- Eheleute Marszałek sind die Eltern von Magda.
- Magda Rudnik und Jacek Milecki sind Geschwister. Jacek war mit Marta verheiratet.

Inzwischen gibt es schon Kuba, Tomek, Zosia, Ula, Magda (das Kind von Piotrek und Kinga), Krszycz, Marszena, Olga…

## Zeitschrift„M jak Miłość“
Vom 11. Oktober 2006 bis zum 25. April 2007 gab es zu M jak Miłość eine Wochenzeitschrift in Polen mit Artikeln hauptsächlich über die Serie. Der Verlag dieser Zeitung war die Carisma Entertainment Group Sp. z o.o., der Redakteur war Marek Malarz. Die Zeitung erschien alle zwei Wochen.
Außer den Artikeln über die Serie und die Schauspieler beinhaltete die Zeitung eine TV-Wochenvorschau. Zu jeder Zeitung gab es eine DVD mit 6 Folgen von M jak Miłość.